# Список керівників держав 118 року
В даній статті представлені керівники державних утворень. Також фрагментарно зазначені керівники нижчих рівнів. З огляду на неможливість точнішого датування певні роки владарювання наведені приблизно.
Список керівників держав 118 року — це перелік правителів країн світу 118 року.
Список керівників держав 117 року — 118 рік — Список керівників держав 119 року — Список керівників держав за роками

## Європа
- Боспорська держава — цар Савромат I (90-123)
- Ірландія — верховний король Федлімід Рехтмар (110-119)
- Римська імперія
  - імператор Адріан (117-138)
    - консул Адріан (118)
    - консул Гней Фуск Салінатор (118)
      - Нижня Германія — Авл Платорій Непот Апоній Італік Манілліан (117-119)
      - Дакія — Квінт Марцій Турбо (117-119)
      - Нижня Мезія — Квінт Помпей Фалькон (117-118)

## Азія
- Близький Схід
  - Бану Джурам (Мекка) — шейх Мухад I аль-Акбар (106-136)
  - Велика Вірменія — цар Вагарш I (116/117-140/144)
  - Хим'яр — цар Ілшарах Яхдаб I (110-125)
- Іберійське царство — цар Фарсман II Звитяжний (116-132).
- Індія
  - Кушанська імперія — великий імператор Канішка I (105-126)
  - Царство Сатаваханів — магараджа Гаутаміпутра Сатакарні (112-136)
- Китай
  - Династія Хань — імператор Лю Ху (Ань-ді) (106-125)
    - вождь племінного союзу південних сяньбі Улунь (93-120)
- Корея
  - Когурьо — тхеван (король) Тхеджохо (53-146)
  - Пекче — король Кіру (77-128)
  - Сілла — ісагим (король) Чима (112-134)
- Персія
  - Парфія — шах Хосрой (105-129) боровся за владу зі своїм братом шахом Вологезом II (105-147)
- Сипау (Онг Паун) —  Сау Кам Унг (110-127)
- плем'я Хунну — шаньюй (вождь) Тань (98-124)
- Японія — тенно (імператор) Кейко (71-130)
  - Галатія — Луцій Коссоній Галл (117-118)
  - Кілікія — Гай Бруттій Презент Луцій Фульвій Рустік (117-118/119)
  - Лікія і Памфілія — Тит Помпоній Антістіан Фунізулан Веттоніан (117-119/120)
  - Сирія — Луцій Катілій Север Юліан Клавдій Регін (117-119)
  - Юдея — Лусій Квієт (117-118)

## Африка
- Царство Куш — цар Аритеніесбехе (108-132)
  - Африка — Луцій Росцій Еліан Мецій Целер (116-118)
  - Єгипет — Квінт Раммій Марціаліс (118-119)